# John Bartha
John Bartha (eigentlich: Bartha János; * 6. Februar 1915 in Szeklerburg; † 7. März 1991 in Budapest, Ungarn) war ein ungarischer Schauspieler.

## Leben
Bartha lebte nach Anfängen in seinem Heimatland ab den 1960er Jahren in Italien. Dorthin war er zusammen mit seinem Kollegen und Freund Tom Felleghy gegangen, wo er in zahlreichen Filmen, v. a. Italowestern, in Nebenrollen eingesetzt wurde; meist als Sheriff, Richter oder Polizist. So drehte er in seiner 30-jährigen Karriere ab 1948 etwa 110 Filme. Einige Zeit lebte er auch in den USA und Kanada.
Er war mit seiner Kollegin und Sängerin Erzsi Páal bis zu deren Tod verheiratet; nach seiner erneuten Hochzeit lebte er einige Zeit in einer Wohnwagensiedlung.

## Filmografie (Auswahl)
- 1955: Der Fall Judith B. (Gázolás)
- 1962: Sklaven der Semiramis (Io, Semiramide)
- 1963: Der Henker von Venedig (Il boia di Venezia)
- 1963: Der Löwe von San Marco (Il leone di San Marco)
- 1964: Der Rancher vom Colorado-River (L’uomo della valle maledetta)
- 1964: Die 7 aus Texas (Antes llega la muerte)
- 1965: Blei ist sein Lohn (Ocaso de un pistolero)
- 1965: Orion-3000 – Raumfahrt des Grauens (Il pianeta errante)
- 1965: Der Sohn von Jesse James (El hijo de Jesse James)
- 1965: Die vier Geier der Sierra Nevada (I quattro inesorabili)
- 1966: Django – Sein Gesangbuch war der Colt (Le colt cantarono la morte e fu… tempo di massacro)
- 1966: El Rocho – der Töter (El Rojo)
- 1966: Ringo mit den goldenen Pistolen (Johnny Oro)
- 1966: Zwei glorreiche Halunken (Il buono, il brutto, il cattivo)
- 1967: Django – Die Totengräber warten schon (Quella sporca storia nel West)
- 1967: Escondido (El Desperado)
- 1967: Perry Rhodan – SOS aus dem Weltall (4… 3… 2… 1… morte)
- 1967: Seine Winchester pfeift das Lied vom Tod (I lunghi giorni dell'odio)
- 1967: Der Sohn des Django (Il figlio di Django)
- 1967: Die Zeit der Geier (Il tempo degli avvoltoi)
- 1967: Stirb oder töte (Killer calibro 32)
- 1968: Die Stunde der Aasgeier (Carogne si nasce)
- 1968: Töte alle und kehr allein zurück (Ammazzali tutti e torna solo!)
- 1969: Die Nackte und der Kardinal (Beatrice Cenci)
- 1969: Sabata (Ehi amico… c'è Sabata, hai chiuso!)
- 1969: Sartana – Töten war sein täglich Brot (Sono Sartana, il vostro becchino)
- 1971: Lo chiamavano King
- 1971: Sabata kehrt zurück (È tornato Sabata… hai chiuso un'altra volta)
- 1972: Ein achtbarer Mann (Un uomo da rispettare)
- 1972: Ein Halleluja für zwei linke Brüder (Jesse & Lester due fratelli in un posto chiamato Trinità)
- 1973: Fuzzy, halt die Ohren steif! (Tequila!)
- 1973: Jack London: Wolfsblut (Zanna Bianca)
- 1974: Die Teufelsschlucht der wilden Wölfe (Il ritorno di Zanna Bianca)
- 1975: Labyrinth des Schreckens (Gatti rossi in un labirinto di vetro)
- 1975: Wir sind die Stärksten (Noi non siamo angeli)
- 1976: Salon Kitty (Salon Kitty)
- 1980: Buddy haut den Lukas (Chissà perché… capitano tutte a me)
- 1981: Die Rache der Kannibalen (Cannibal ferox)